# Оріноко Фаамаусілі-Бансе-Прінс
Оріноко Фаамаусілі-Бансе-Прінс (англ. Orinoco Faamausili-Banse-Prince; нар. 31 липня 1990) — новозеландський плавець. Учасник Олімпійських Ігор 2008 року. Чемпіон світу з плавання серед юніорів 2008 року.